# Universidade Hankuk de Estudos Estrangeiros
"Universidade Hankuk de Estudos Estrangeiros (한국외국어대학교, Hankuk University of Foreign Studies, HUFS)" é uma universidade privada na Coreia do Sul.

## História
Os sessenta e cinco anos de história da Universidade Hankuk de Estudos Estrangeiros foram caracterizados por uma busca contínua de desenvolvimento desde que seu fundador, Dr. Heung Bae Kim, decidiu implementar uma universidade especializada no ensino de línguas estrangeiras.
Em Abril de 1954, houve a primeira admissão de estudantes para os cursos de Inglês, francês, chinês, alemão e russo, os quais eram ministrados em Yongbo, prédio no centro de Seul. A partir de 1957, a universidade mudou-se para sua localização actual, no leste da cidade de Seul.
Com o crescente envolvimento da comunidade internacional na Coreia desde 1960, HUFS tinha a missão primordial de proporcionar a nação com a qualidade dos recursos humanos, que levou à arena internacional e para o êxito económico.
Este, por sua vez, deu a universidade a maior velocidade para expandir o seu programa de forma que, durante os anos 1960 e 1970, continuou HUFS abertura de novos departamentos de línguas estrangeiras, cursos e laboratórios de pesquisa. Ao mesmo tempo, a orientar o currículo da universidade para uma abordagem interdisciplinar para a próxima estudos internacionais serviços foram inaugurados em direito, economia e educação. Antes do final de 1970, ficou claro que tinha a liderança entre as universidades da nação.
O ano de 1980 foi para HUFS tanto um desafio e uma oportunidade. Em 1980 o governo do estado um colégio universitário de língua estrangeira para uma plena universidade. Para facilitar a sua expansão, HUFS abriu o seu segundo campus em Yongin perto de Seul, em 1981, que abrigava novos departamentos nas ciências naturais, filosofia, história e, em seguida, de engenharia, enquanto que programas especializados de sua prestigiosa língua estrangeira departamentos.
Antes do início de 1990 HUFS acrescentado à sua reputação, um amplo alcance e da exigência de universalidade como um centro especializado em estudos estrangeiros. Um momento no crescente esforço de manter o colégio sua tradição única e incluir novos programas, em 1996, foi a escolha do HUFS, avançar com as outras universidades, incluindo mais velhos Universidade Nacional de Seul e Universidade Yonsei como um dos beneficiários de um governo permissão especialmente propensas às instituições com as melhores condições para treinar peritos internacionais. Com o apoio do governo fundado HUFS Graduate School of International Studies área e recrutou o primeiro grupo de estudantes em 1997. Desta forma confirmou o papel importante no próximo século da universidade como um centro de estudos internacionais, em um mundo cada vez mais globalizado.

## Faculdades e Programas Acadêmicos

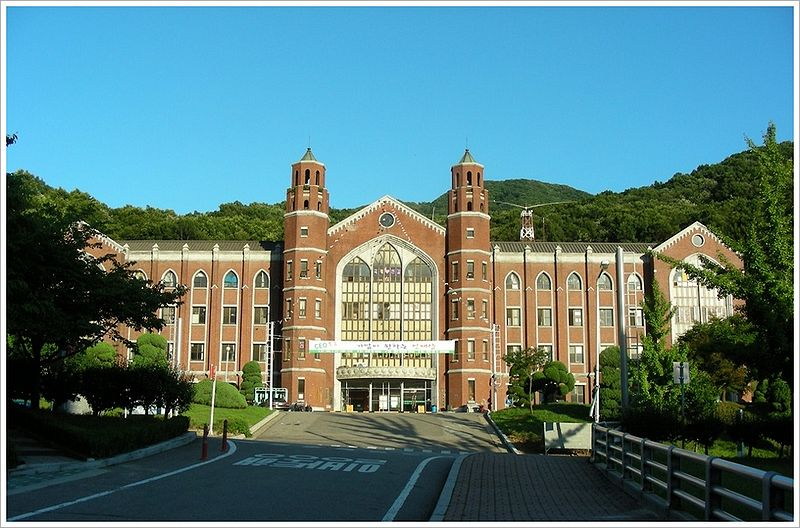
Yongin Campus

### Seul Campus (emSeul)
- Faculdade de Inglês
  - Divisão de Língua Inglêsa
- Faculdade de Chinês
  - Divisão de Língua e Cultura Chinesas
  - Divisão de Diplomacia e Négocios Chineses
- Faculdade de Japonês
  - Divisão de Língua e Cultura Japonesas
  - Divisão de Estudos Japoneses de Área de Fusão
- Faculdade de Línguas Ocidentais
  - Departamento de Francês
  - Departamento de Alemão
  - Departamento de Russo
  - Departamento de Espanhol
  - Departamento de Italiano
  - Departamento de Português
  - Departamento de Neerlandês
  - Departamento de Línguas Escandinavas
- Faculdade de Línguas Orientais
  - Departamento de Malaio-Indonésio
  - Departamento de Árabe
  - Departamento de Tailandês
  - Departamento de Vietnamita
  - Departamento de Hindi
  - Departamento de Turco e Azerbaijano
  - Departamento de Persa
  - Departamento de Mongol
- Faculdade de Ciências Sociais
  - Divisão de Ciências Sociais
    - Departamento de Ciência Política e Diplomacia
    - Departamento de Administração Pública

  - Divisão de Mídia e Comunicação
    - Estudos de Jornalismo e Mídia
    - Publicidade e Relações Públicas
    - Televisão e Cinematografia
- Faculdade de Direito
- Faculdade de Negócios e Economia
  - Departamento de Economia Internacional e Direito
  - Divisão de Economia
- Faculdade de Administração de Negócios Globais
  - Divisão de Administração de Negócios
- Faculdade de Educação
  - Departamento de Educação de Inglês
  - Departamento de Educação de Francês
  - Departamento de Educação de Alemão
  - Departamento de Educação de Coreano
- Divisão de Estudos Internacionais
- Divisão de Língua e Diplomacia

### Global Campus (emYongin)
- Faculdade de Interpretação e Tradução
  - Divisão de Inglês para Interpretação e Tradução
    - Interpretação e Tradução de Inglês-Coreano
    - Interpretação e Tradução para Comércio e Relações Internacionais na Área Anglófona
    - Tradução de Literatura Anglófona
    - Ensino de Inglês para Falantes de Outras Línguas (TESOL)

  - Departamento de Interpretação e Tradução de Alemão
  - Departamento de Interpretação e Tradução de Espanhol
  - Departamento de Interpretação e Tradução de Italiano
  - Departamento de Interpretação e Tradução de Chinês
  - Departamento de Interpretação e Tradução de Japonês
  - Departamento de Interpretação e Tradução de Tailandês
  - Departamento de Interpretação e Tradução de Árabe
  - Departamento de Interpretação e Tradução de Malaio-Indonésio
- Faculdade de Estudos de Europa Central e Oriental
  - Departamento de Polonês
  - Departamento de Romeno
  - Departamento de Estudos Checos e Eslovacos
  - Departamento de Húngaro
  - Departamento de Estudos Eslavos do Sul
  - Departamento de Estudos Ucranianos
- Faculdade de Estudos de Área e Internacionais
  - Departamento de Estudos Franceses
  - Departamento de Estudos Brasileiros
  - Departamento de Estudos Gregos e Búlgaros
  - Departamento de Estudos Indianos
  - Departamento de Estudos de Ásia Central
  - Divisão de Estudos Africanos
    - Estudos de África Oriental
    - Estudos de África Ocidental
    - Estudos de África Sulista

  - Departamento de Estudos Russos
  - Divisão de Desporto e Lazer Internacionais
  - Departamento de Estudos Coreanos
- Faculdade de Estudos Humanos
  - Departamento de Linguística e Ciência Cognitiva
  - Departamento de Filosofia
  - Departamento de História
- Faculdade de Economia e Negócios
  - Departamento de Finanças Internacionais
  - Departamento de Sistemas de Informação de Administração
- Faculdade de Ciências Naturais
  - Departamento de Matemática
  - Departamento de Estatística
  - Departamento de Física Eletrônica
  - Departamento de Ciência Ambiental
  - Departamento de Biociências e Biotecnologia
  - Departamento de Química
- Faculdade de Engenharia Informática e Industrial
  - Departamento de Ciência e Engenharia de Computação
  - Departamento de Engenharia de Informação e Comunicações
  - Departamento de Engenharia Eletrônica
  - Departamento de Engenharia de Informação Digital
  - Departamento de Engenharia Administrativa e Industrial[1]